# بستك
 بستك  (بالفارسية: بستك)، هي مدينة وعاصمة مقاطعة بستك، محافظة هرمزغان، إيران. كانت البستاك تقليديا جزءًا من منطقة إيراهستان.
بلغ عدد سكانها في تعداد عام 2006م 8376 نسمة يتوزعون على 1765 عائلة.

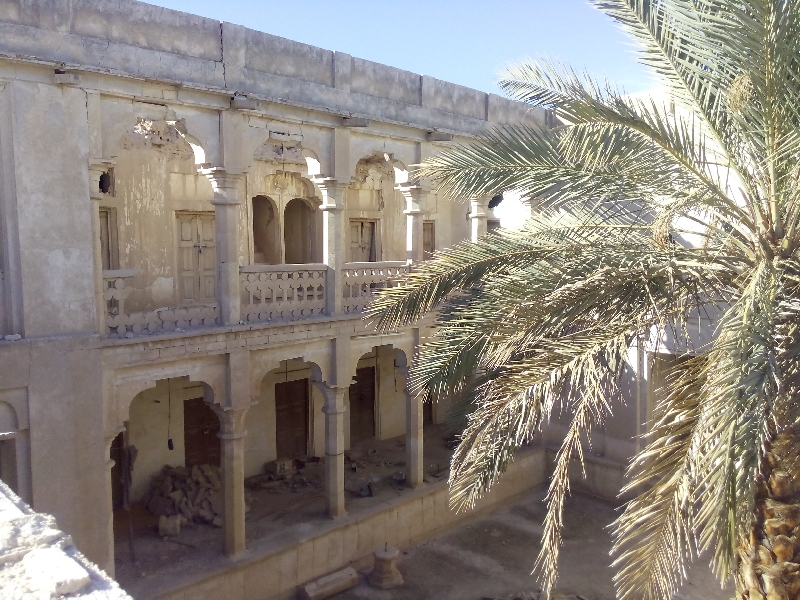
منزل تراثي في مدينة بستك القديمة (منزل كاظم)

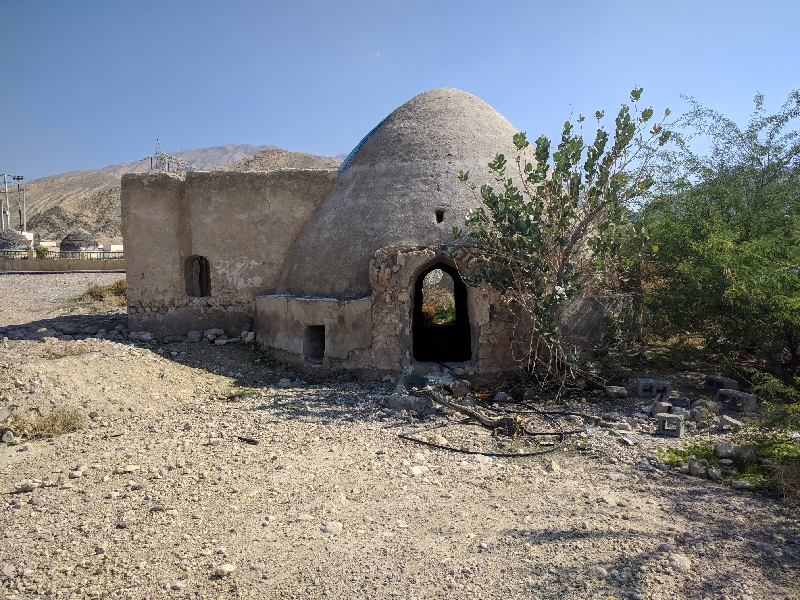
بركة تراثية في مدينة بستك (بركة الفتح خان)

## حدود مدينة بستك
حدود مدينة بستك من الشمال مدينة لار ومن الجنوب مدينة القابندية وبندر لنجة ومن الغرب مدينة لامرد ومن الشرق مدينة خمير وبندر عباس في أقصى الشرق.

## جغرافيا مدينة بستك
تقع منطقة بستك بين دائرتي العرض 27 درجة و 14 دقيقة شمالاً، وبين خطي الطول 54 درجة و 23 دقيقة شرقًا، وترتفع عن سطح البحر 2120 قدم، وتبلغ مساحتها الاجمالية قرابة 59/5525 كيلومتر مربع.

## التقسيمات الإدارية لمدينة بستك
على أساس التقسيمات الإدارية الحديثة تنقسم مدينة بستك إلى 3 بلدات كبيرة، و9 قرى كبيرة، و110 قرية صغيرة وتنقسم كالتالي:
- البلدة المركزية وتشمل مدينة بستك وقرية كودة ودهتل وفتوية وأكثر من 40 قرية صغيرة وكبيرة.
- ناحية كوخرد وتشمل كوخرد وهي مركز البلدة وهرنك الكبيرة وأكثر من 30 قرية صغيرة وكبيرة أخرى.
- بلدة جناح تشمل جناح وفرامرزان وكمشك وأكثر من 30 قرية صغيرة وكبيرة.

## إمارة بستك العباسية
استمرت الإمارة العباسية في بستك حتى 1967، حيثُ كان آخر حكم لبني العباس عبد القادر خان بعد مُبايعة أهل قرية بستك والقرى التي جوارها كحاكم لهم، وقامت هذه الإمارة لحماية أهل السنة والجماعة الذين يسكنون الساحل الشرقي للخليج العربي بعد ازدياد النفوذ الصفوي في بلاد فارس.و يعشون احفاد العباس عبد القادر خان في الدول العربية الخليجية